# Mohamed Lamine Zemmamouche
Mohamed Lamine Zemmamouche (en arabe : محمد الأمين زيماموش) , né le 19 mars 1985 à Mila (Algérie), est un footballeur international algérien, évoluant au poste de gardien de but à l'ES Ben Aknoun.
Il compte huit sélections en équipe nationale depuis 2009.

## Biographie

### En club
Avant de rejoindre l'USM Alger en 2002, Mohamed Lamine Zemmamouche suit sa formation au Lycée sportif de Draria, à Alger. Une fois dans les rangs de l'USMA, Zemmamouche intègre l'effectif junior du club. Le 24 mai 2004, alors âgé de 19 ans, il joue son premier match en senior face au Widad de Tlemcen.
En septembre 2009, il signe au MC Alger un contrat de 2 ans.
En 2011, il retourne à l'USMA.

### En équipe d'Algérie

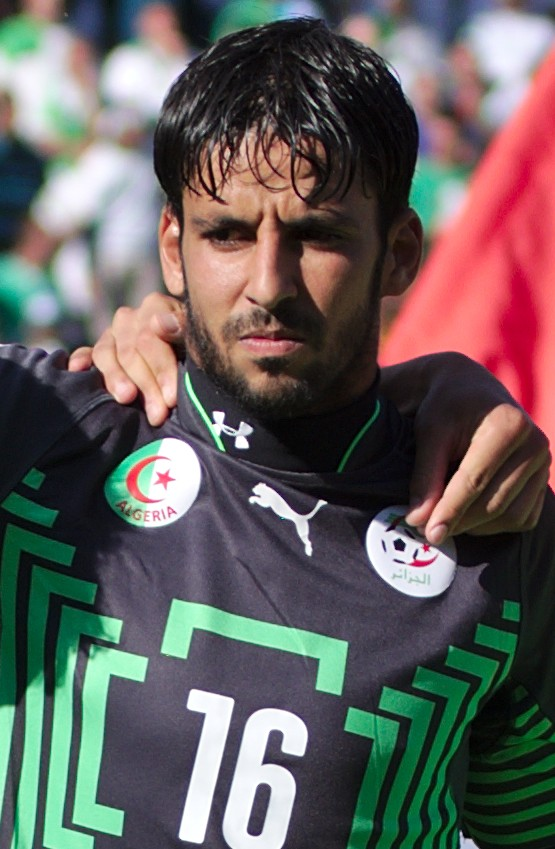
Zemmamouche avec l'équipe d'Algérie en 2014.

Après avoir connu toutes les sélections en catégories jeunes, Mohamed Lamine Zemmamouche connait sa première sélection en équipe nationale espoir d'Algérie le 18 janvier 2005 face au Qatar. Il enchainera les tournois et les sélections avec l'équipe nationale espoir jusqu'en 2009. Il est convoqué par Rabah Saâdane pour les éliminatoires du Mondial 2010. Par la suite il sera convoqué parmi les 23 joueurs Algériens participant à la CAN 2010 il est titularisé pour la première fois avec l'équipe d'Algérie lors du match pour la 3e place face au Nigeria après avoir fait sa première apparition en équipe première en demi-finale face à l'Égypte en remplaçant Faouzi Chaouchi exclu lors de ce match.
Il est sélectionné en tant que doublure de Rais M'bolhi pour le mondiale 2014 au Brésil par Vahid Halilodzic, son numéro sera le 16.
Le 30 septembre 2015, il est de nouveau sélectionné par Christian Gourcuff pour participer au stage de l'équipe nationale algérienne du 5 au 13 octobre où l'Algérie rencontrera la Guinée le 9 octobre et le Sénégal le 13 octobre

## Statistiques
| Saison                | Club                  | Championnat           | Championnat | Championnat | Coupe(s) nationale(s) | Coupe(s) nationale(s) | Compétition(s) continentale(s) | Compétition(s) continentale(s) | Compétition(s) continentale(s) | Autres compétitions | Autres compétitions | Autres compétitions | Total | Total |
| Saison                | Club                  | Division              | M.          | B.          | M.                    | B.                    | Comp.                          | M.                             | B.                             | Comp.               | M.                  | B.                  | M.    | B.    |
| 2003-2004             | USM Alger             | 1                     | 1           | 0           | 0                     | 0                     | -                              | -                              | -                              | -                   | -                   | -                   | 1     | 0     |
| 2004-2005             | USM Alger             | 1                     | 4           | 0           | 0                     | 0                     | -                              | -                              | -                              | -                   | -                   | -                   | 4     | 0     |
| 2005-2006             | USM Alger             | 1                     | 26          | 0           | 6                     | 0                     | C1                             | 4                              | 0                              | -                   | -                   | -                   | 36    | 0     |
| 2006-2007             | USM Alger             | 1                     | 25          | 0           | 5                     | 0                     | C1                             | 2                              | 0                              | -                   | -                   | -                   | 32    | 0     |
| 2007-2008             | USM Alger             | 1                     | 12          | 0           | 0                     | 0                     | -                              | -                              | -                              | ACL                 | 6                   | 0                   | 18    | 0     |
| 2008-2009             | USM Alger             | 1                     | 24          | 0           | 1                     | 0                     | -                              | -                              | -                              | ACL                 | 4                   | 0                   | 29    | 0     |
| 2009-2010             | MC Alger              | 1                     | 27          | 0           | 3                     | 1                     | -                              | -                              | -                              | -                   | -                   | -                   | 30    | 1     |
| 2010-2011             | MC Alger              | 1                     | 24          | 0           | 3                     | 0                     | C1                             | 5                              | 0                              | CNAF                | 4                   | 0                   | 36    | 0     |
| 2011-2012             | USM Alger             | 1                     | 28          | 0           | 4                     | 0                     | -                              | -                              | -                              | -                   | -                   | -                   | 32    | 0     |
| 2012-2013             | USM Alger             | 1                     | 22          | 0           | 6                     | 0                     | C3                             | 0                              | 0                              | UAFA                | 6                   | 0                   | 34    | 0     |
| 2013-2014             | USM Alger             | 1                     | 24          | 0           | 2                     | 0                     | -                              | -                              | -                              | SCA                 | 1                   | 0                   | 27    | 0     |
| 2014-2015             | USM Alger             | 1                     | 24          | 0           | 2                     | 0                     | C1                             | 6                              | 0                              | SCA                 | 1                   | 0                   | 33    | 0     |
| 2015-2016             | USM Alger             | 1                     | 7           | 0           | 0                     | 0                     | C1                             | 7                              | 0                              | -                   | -                   | -                   | 14    | 0     |
| 2016-2017             | USM Alger             | 1                     | 26          | 0           | 2                     | 0                     | C1                             | 8                              | 0                              | SCA                 | 1                   | 0                   | 37    | 0     |
| 2017-2018             | USM Alger             | 1                     | 25          | 0           | 2                     | 0                     | C1+C3                          | 4+6                            | 0+1                            | -                   | -                   | -                   | 37    | 1     |
| 2018-2019             | USM Alger             | 1                     | 13          | 0           | 1                     | 0                     | C3                             | 6                              | 0                              | CACC                | 3                   | 0                   | 23    | 0     |
| 2019-2020             | USM Alger             | 1                     | 15          | 0           | 1                     | 0                     | C1                             | 6                              | 0                              | -                   | -                   | -                   | 22    | 0     |
| 2020-2021             | USM Alger             | 1                     | 18          | 0           | 0                     | 0                     | -                              | -                              | -                              | CLA                 | 3                   | 0                   | 21    | 0     |
| 2021-2022             | USM Alger             | 1                     | 4           | 0           | -                     | -                     | -                              | -                              | -                              | -                   | -                   | -                   | 4     | 0     |
| 2022-2023             | USM Alger             | 1                     | -           | -           | 1                     | 0                     | -                              | -                              | -                              | -                   | -                   | -                   | 1     | 0     |
| Total sur la carrière | Total sur la carrière | Total sur la carrière | 349         | 0           | 39                    | 1                     | -                              | 54                             | 1                              | -                   | 29                  | 0                   | 471   | 2     |

### Matchs internationaux
La liste ci-dessous dénombre toutes les rencontres de l'Équipe d'Algérie de football auxquelles Mohamed Lamine Zemmamouche prend part, du 28 janvier 2010 jusqu'à présent.

## Palmarès
USM Alger
- Championnat d'Algérie de football (4) :
  - Champion : 2005, 2014, 2016, 2019
  - Vice Champion : 2004, 2006

- Coupe d'Algérie de football (2) :
  - Vainqueur : 2004, 2013
  - Finaliste : 2006, 2007

- Supercoupe d'Algérie de football (2) : 
  - Vainqueur : 2013, 2016

- Coupe de l'UAFA : (1)
  - Vainqueur : 2013

- Ligue des champions de la CAF : 
  - Finaliste : 2015
  - Coupe de la confédération CAF: (1)
  - Vainqueur : 2023

 MC Alger
- Championnat d'Algérie de football (1) :
  - Vainqueur : 2010

- Coupe nord-africaine des clubs champions : 
  - Finaliste : 2010

### Distinctions personnelles
Gant d'or (3) :
- Vainqueur : 2013, 2015 et 2016

Oscars de Maracana :Meilleur gardien Championnat d'Algérie  2011, 2013, 2014